# Collomia debilis
Collomia debilis là một loài thực vật có hoa trong họ Polemoniaceae. Loài này được (S.Watson) Greene mô tả khoa học đầu tiên năm 1887.

## Hình ảnh

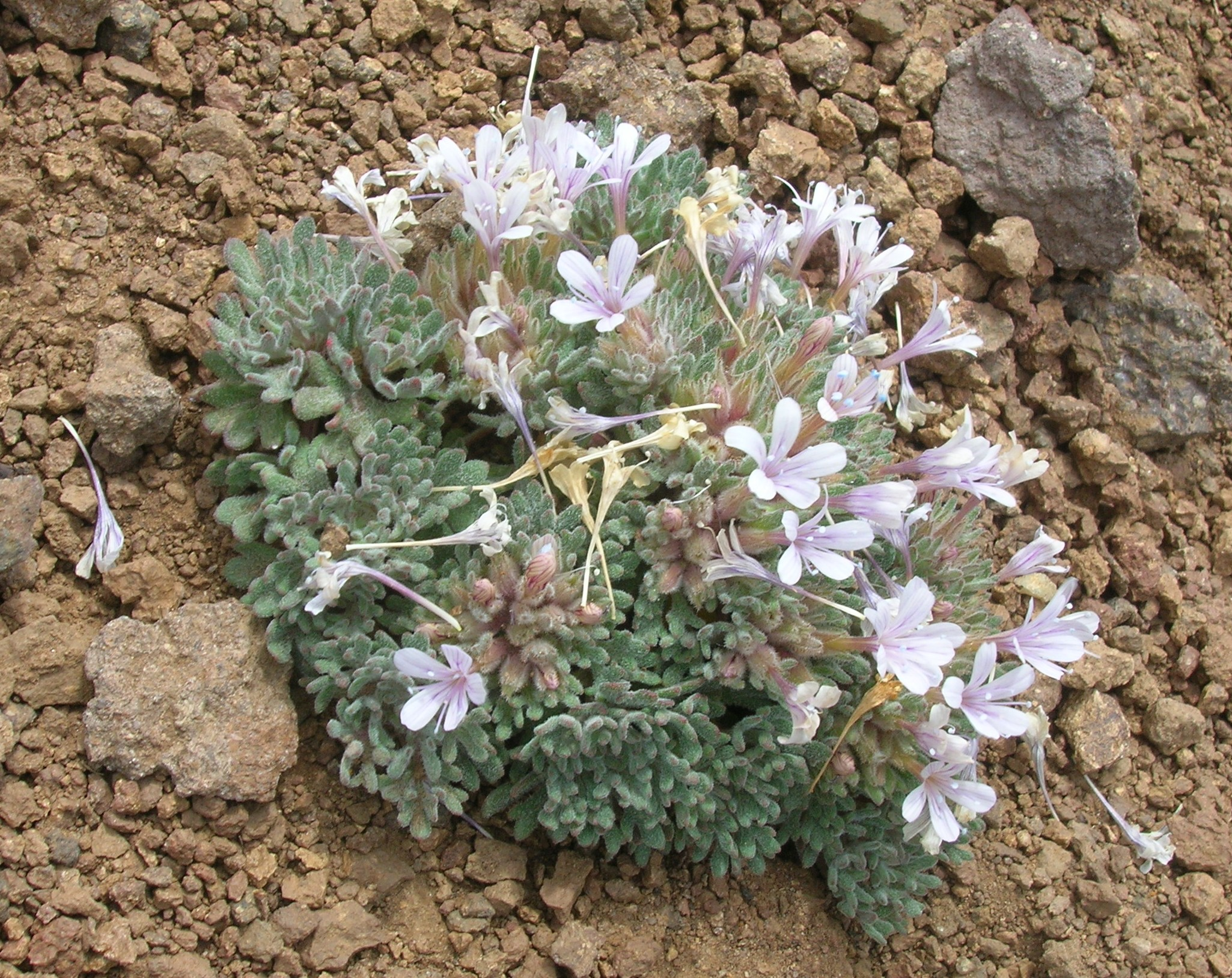